# Maršovice (district de Benešov)
Pour les articles homonymes, voir Maršovice.
Maršovice (en allemand : Marschowitz) est un bourg (městys) du district de Benešov, dans la région de Bohême-Centrale, en République tchèque. Sa population s'élevait à 754 habitants en 2020.

## Géographie
Maršovice se trouve à 12 km au sud-ouest de Benešov et à 42 km au sud de Prague.
La commune est limitée par Neveklov et Tisem au nord, par Bystřice à l'est, par Vrchotovy Janovice au sud et par Křečovice à l'ouest.

## Histoire
La première mention écrite du village date de 1205.

## Administration
La commune se compose de quatre quartiers :
- Maršovice
- Strnadice
- Zahrádka
- Zderadice